# الحرف (السدة)

تعديل مصدري - تعديل

الحرف هي إحدى قرى عزلة وادي الحبالي بمديرية السدة التابعة لمحافظة إب، بلغ تعداد سكانها 335 نسمة حسب تعداد اليمن لعام 2004.
تقع في وادي بنأ، يحدها من الناحية الشمالية الشرقية قبيلة وارض عمار، ويحدها من الناحية الجنوبية الغربية عزلة «الزعلا» في «الشعر» وتحديدا قرية «دار سعيد وجرف السفياني»، كما يحدها من الناحية الشمالية الغربية قرية «نملة» وبيت «الثعيلي»، والقرية واقعة شمال غرب مركز المدينة «السدة»، على بعد خمسة كيلو متر تقريبا. 
تكمن اهمية موقع القرية «الحرف» بأنها تقع على امتداد لسان جبلي هرمي الشكل، وتحديدا في طرفه الجنوبي من سلسلة جبلية تفصل عزلة الحبالي الجبل عن عزلة الحبالي الوادي، وترتفع القرية عن سطح الوادي بحوالي 1500 متر تقريبا، وتتميز القرية بموقعها الحصين والطبيعي والمتمثل في المنحدرات الخطيرة خاصة تلك الواقعة في الناحية الشمالية الشرقية والشمالية الغربية للقرية، كما يأخذ موقعها شكل شبة دائري وتحديدا أعلى نقطة ارتفاع على سطح الحرف ألجبلي وتقدر مساحة القرية بحوالي طول 400 متر وعرض 250 متر مربع تقريبا، لهذا كان شكلها الجغرافي بيضاوي الشكل، كما يبلغ تعداد سكانها 335 نسمة حسب تعداد اليمن لعام 2004م.
وقرية الحرف معاندة في ارتفاعها لقرية المصنعة في عزلة «الزعلا» مخلاف «الشعر»، يحط بها مجرى سيل وادي بنأ من الناحية الغربية والجنوبية، وفي نفس الوقت تحيط بالقرية مجرى «سائلة عقادة» التي تعتبر الحد الفاصل بين موطن «خبان وعمار» جغرافيا حاليا، لان الحدود كانت قديما تتمثل في مجرى سيل الاعور.

## الاسم في لسان العرب
يقول لسان العرب: في معجمة "حرف السفينة والجبل: جانبهما، والجمع أَحْرُفٌ وحُرُوفٌ وحِرَفةٌ. شمر: الحَرْفُ من الجبل ما نَتَأَ في جَنْبِه منه كهَيْئة الدُّكانِ الصغير أَونحوه. قال: والحَرْفُ أَيضاً في أَعْلاه تَرى له حَرْفاً دقيقاً مُشفِياً على سَواء ظهره. الجوهري: حرْفُ كل شيء طَرفُه وشفِيرُه وحَدُّه، ومنه حَرْفُ الجبل وهو أَعْلاه الـمُحدَّدُ ().

## العمارة
من حيث طبيعة العمارة في القرية التي تتنوع بارتفاعها الذي يصل بعضها إلى خمسة طوابق، وتشاهد من اسفل الوادي تلك المباني بشكل متناسق وبخط مستقيم متراصة جنبا إلى جنب خاصة بالناحية الغربية من القرية، والذي تعتبر لوحة جمالية طبيعية ترتكز بين دفتي الجبال والوديان ومجاري المياه والغيول

## السكان
ويسكن في القرية ال (الثعيلي) نسبة إلى«ذي ثعلبان بن شرحبيل ابن الحارث بن مالك بن زيد بن شدد بن زرعة بن سبأ الأصغر»، وال (القضعي)«نسبة إلى (قضاعة بن مالك بن بن حمير بن سبأ بن يشجب بن يعرب بن قحطان (). وال (السخيمي) نسبة إلى» ذي سخيم «جاء اسم سخيم في الكتابات المسندية بأنهم كانوا اقيال تابعين لملوك سبأ، وكانت مقولتهم ذلك الوقت في الثلث الجنوبي الشرقي من ارض» سمعي«التي نعتقد انها كانت تمثل ثلثها الحاشدي ()» وهم اليوم يلقبون جميعا بـــ (جواح)، وبغض النظر عن اللقب الجديد فان اصل النسب يعود بهم إلى ذي رعين من حمير ().

## خرابة الحرف الحميرية
تعتبر من ملحقات قرية الحرف اليوم وتقع في الناحية الجنوبية الشرقية، وهي قرية قديمة تعود للفترة الحميرية إلى مرحلة الصراع السياسي على مصطلح «سبأ وذي ريدان» خلال القرن الأول الثالث الميلادي تقريبا، ولازال فيها -الخربة- الكثير من الشواهد الاثرية منها بقايا لمعاصر حجرية منحوتة بأسلوب متقن وبديع، دائرية الشكل كانت تنتج قديما زمن الدولة الحميرية «الجلجل والخردل والنبيذ» ولأهل القرية الوعي بماهية تلك المخلفات الاثرية، وعندما يقوم أي شخص من اهالي الخربة في حفر «توثرة» لبناء مسكن، فانه يصادف العثور على بقايا لتلك المعاصر الحميرية، والتي يقوم بتجميعها الاهالي في مكان داخل ألقرية من اجل المحافظة عليها، والذي لا يزال نسبهم حميري الاصل منهم «الريداني، مجمل وآخرون». 

### عقد السايلة
يوجد بقايا اثار اسلامية غاية في الاهمية الهندسية والمعمارية، حيث لا يزال يوجد عقد بين خرابة الحرف وقرية الحرف نفسها، وتحديدا في «سايلة عقادة»، لا يزال يستخدم إلى يومنا هذا، وربما ان تشييده بتلك التقنية الرائعة وفي ذلك المكان من اجل التواصل بين القريتين خلال فترة الأمطار الغزيرة والتي تحدث منها فيضانات وسيول غزيرة لا يمكن العبورلمجرى «السايلة» أو اجتيازها إلا من خلال ذلك الجسر، خاصة والقرية تحيط بها المدرجات الزراعية بشكل شبة دائري باستثناء الناحية الشمالية للقرية، ومعظمها للأسف الشديد قد أصبحت لزراعة «القات» بعد ان كانت سلة غذائية كافية للاستهلاك المحلي لأهالي القرية.
وللقرية ادوار سياسية فمنها ولد الشهيد: محمد صالح الحاج والمعروف بــ (الحرف)، والذي استشهد في ثورة 26 سبتمبر 1962م، خلال ادا واجبه الثوري، وذلك في منطقة (الحتارش) شمال العاصمة صنعاء، ومنها أيضا الشهيد حسين الشيبة الذي استشهد في صيف عام 94م، حينما كان يؤدي واجبه في الدفاع عن الوحدة اليمنية.